# Publicité mobile
 (juillet 2021).
Si vous disposez d'ouvrages ou d'articles de référence ou si vous connaissez des sites web de qualité traitant du thème abordé ici, merci de compléter l'article en donnant les références utiles à sa vérifiabilité et en les liant à la section « Notes et références ».
La publicité mobile est une forme de publicité via des téléphones mobiles (sans fil) ou d'autres appareils mobiles. Il s'agit d'un sous-ensemble du marketing mobile. La publicité mobile peut prendre la forme d'annonces textuelles par SMS ou de bannières publicitaires intégrées à un site web mobile.
On estime que les publicités installées dans les applications mobiles aux États-Unis représentaient 30 % de l'ensemble des recettes publicitaires mobiles en 2014, qu'elles dépasseront 4,6 milliards de dollars en 2016 et plus de 6,8 milliards de dollars d'ici à la fin 2019. Un autre rapport a indiqué que les dépenses mondiales de publicité numérique mobile atteindraient 184,91 milliards de dollars en 2018, 217,42 milliards de dollars en 2019 et 247,36 milliards de dollars en 2020,. 

## Aperçu
Certains considèrent que la publicité mobile est étroitement liée à la publicité en ligne ou sur Internet, bien que sa portée soit beaucoup plus grande. Actuellement, la plupart des publicités mobiles sont destinées aux téléphones portables, dont le total mondial est estimé à 4,6 milliards de dollars en 2009. Les ordinateurs, notamment les ordinateurs de bureau et les ordinateurs portables, sont actuellement estimés à 1,1 milliard dans le monde. En outre, la publicité mobile comprend les unités publicitaires SMS et MMS en plus des types de publicité servis et traités par les canaux en ligne.
Il est probable que les annonceurs et l'industrie des médias tiendront de plus en plus compte d'un marché mobile plus important et en pleine croissance, même s'il ne représente encore qu'environ 1 % des dépenses publicitaires mondiales. Les médias mobiles évoluent rapidement et si les téléphones mobiles resteront le pilier, il n'est pas certain que les téléphones mobiles basés sur la liaison cellulaire ou les smartphones basés sur WiFi ou WiMAX se renforcent également. Cependant, l'émergence de cette forme de publicité est telle qu'il existe désormais une cérémonie de remise de prix mondiale dédiée, organisée chaque année par Visiongain,.
Selon le cabinet d'études Berg Insight, le marché mondial de la publicité mobile était estimé à 1 milliard d'euros en 2008[réf. nécessaire]. De plus, Berg Insight prévoit que le marché mondial de la publicité mobile augmentera à un taux de croissance annuel composé de 43 % pour atteindre 8,7 milliards d'euros en 2014.

## Types de publicités mobiles
1. Annonces de téléchargement par clic : L'utilisateur est dirigé vers l'Appstore ou Google Play.
2. Annonces « Click-to-call » : L'utilisateur sera appelé à un numéro de téléphone après avoir cliqué sur le bouton.
3. Annonces « Click-to-message » : L'utilisateur sera dirigé vers une application SMS pour envoyer un message à l'annonceur.
4. Images, textes et bannières publicitaires : Un clic ouvre votre navigateur et vous redirige vers une page.
5. Notification push
6. Annonces de type « pin pull » : Généralement utilisé dans les publicités Playrix[7]

## Médias riches mobiles
Le média enrichi sur mobile est limité par le fait que tout le codage doit être effectué en HTML5, car iOS ne prend pas en charge Flash. 

## Affichage des combinés et images publicitaires correspondantes
Il existe des centaines de combinés sur le marché et ils diffèrent par la taille de l'écran et les technologies prises en charge (par exemple, MMS, WAP 2.0). Pour les images en couleur, des formats tels que PNG, JPEG, GIF et BMP sont généralement pris en charge, ainsi que le format monochrome WBMP. 

## Question de la vie privée
Les défenseurs des droits ont soulevé la question de la vie privée. Le marketing mobile ciblé nécessite la personnalisation du contenu publicitaire pour atteindre les clients intéressés et pertinents. Pour ce faire, on a recours au profilage des utilisateurs, à l'exploration de données et à d'autres outils de surveillance du comportement, et les défenseurs de la vie privée mettent en garde contre les atteintes à la vie privée que cela peut entraîner.
Certains opérateurs mobiles proposent des forfaits gratuits ou moins chers en échange de SMS ou d'autres publicités mobiles. Cependant, la télévision et la recherche mobiles peuvent passer outre cette préoccupation relative à la vie privée, dès qu'elles seront mises en œuvre à grande échelle. Toutefois, pour passer outre à cette préoccupation, il faut obtenir le consentement préalable de l'utilisateur par le biais d'une adhésion ou d'un compte d'utilisateur à créer. La télévision et la recherche mobiles peuvent toutes deux remplacer l'obtention du consentement préalable des utilisateurs par le biais d'une adhésion ou d'un compte utilisateur, car les utilisateurs sont libres de choisir les chaînes de télévision ou les services de recherche mobiles sur une base volontaire. 

## Dans la culture populaire
La publicité mobile est communément décrite comme ayant une comédie grinçante (en) et des sketches mal animés en raison de la publicité avec les jeux mobiles. Elle est décrite comme « grinçante » à cause du joueur qui se débat avec des obstacles faciles dans les publicités,,. 